# Народно читалище „Светлина – 1975“
Народното читалище „Светлина – 1975“ е културен институт в село Елин Пелин.
Читалището е създадено на 13 февруари 1975 година. Въпреки това Представителният духов оркестър „Стефан Стефанов“, създаден през 1951 г. в СПУ „Димитър Благоев“ (днес СОУ „Васил Левски“, град Елин Пелин), се числи към сферата на читалището. Този градски оркестър от 1960 г. и селският Детски духов оркестър към ОУ „Стефан Стефанов“ се обединяват през 1978 г. в Сборен младежки духов оркестър – „Елин Пелин“. Пак тогава е създаден и мажоретен състав към оркестъра.
С идването на учителя Стефан Стефанов са организирани оперети „Запорожец отвъд Дунав“, „Шибил“ от Дамян Брайков, „Сватба в Малиновка“, литературен клуб „Димчо Дебелянов". Той е създаден през есента на 1993 г. В читалището към 2025 г. функционират библиотека, школи по английски и немски език, както и школа по изкуства.